# دبيق أوليغاكتيسي
الدبيق الأوليغاكتيسي (باللاتينية: Bupleurum oligactis) نوع نباتي ينتمي إلى جنس الدبيق من الفصيلة الخيمية. يشبه جنس (باللاتينية: Oligactis) من الفصيلة النجمية.

## الموئل والانتشار
موطن هذا النوع المغرب العربي وبلاد الشام.

## مرادفات للاسم العلمي
- (باللاتينية: Bupleurum balansae f. mauritanicum (Batt.) H.Wolff)
- (باللاتينية: Bupleurum choulettei Pomel)
- (باللاتينية: Bupleurum exaltatum var. oligactis (Boiss.) Coss.)
- (باللاتينية: Bupleurum mauritanicum Batt.)
- (باللاتينية: Bupleurum oligactis var. choulettei (Pomel) J.Panelatti ex Cauwet)